# دارنا (2022)
دارنا (بالإنجليزية: Darna)‏ هو مسلسل تلفزيوني فلبيني تم بثه على أي بي إس-سي بي إن في عام 2022.

## روابط خارجية
- دارنا (2022) على موقع IMDb (الإنجليزية)
- دارنا (2022) على موقع قاعدة بيانات الفيلم (الإنجليزية)